# Orepukia redacta
Orepukia redacta is een spinnensoort in de taxonomische indeling van de trechterspinnen (Agelenidae).
Het dier behoort tot het geslacht Orepukia. De wetenschappelijke naam van de soort werd voor het eerst geldig gepubliceerd in 1973 door Raymond Robert Forster & Wilton.